# Ридна хата

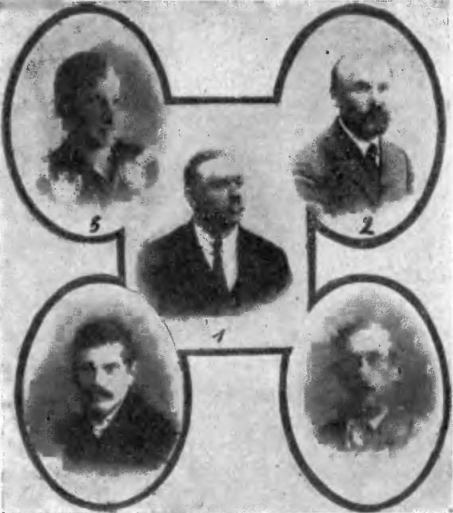
Лидеры Ридной Хаты около 1924 года: Антон Васиньчук (глава, № 1), (заместитель главы, № 2), Мария Федонь (член общества, № 5), Кость Сошинский (секретарь, слева внизу) и Иван Новосад (казначей, справа внизу)

«Ридна Хата» (укр. «Рідна Хата», рус. «Родной дом») — историческое просветительное общество на Холмщине, Подляшье (1920-е годы — 1940-е г.г.) и Берестейщине (до 1930 г.).

## История
Общество было основано в 1920 году в Хелме. Запрещено властями в 1921 году, действовало частично законспирированно. В 1922 разрешено по новому уставу как Русинское благотворительное общество «Ридна хата». «Ридна хата» была организована по образцу общества «Просвита» в Львове (которое не получило разрешения распространить свою деятельность на северо-западные земли).
Центр существовал в Холме (собственный дом, полупрофессиональный театр, директор Д. Крих, хор, книжный магазин «Буг») и имел филиалы, при которых действовали библиотеки, читальни, любительские хоровые и театральные кружки, кооперативы, группы обучения украинскому языку и тому подобное.
Больше всего филиалов было в Влодавском (33), Грубешевском (32), Хелмском и Томашевском (по 20) поветах, в других 2 — 6. Главные деятели общества «Ридна хата»: Антон и Павел Васиньчуки, Я. Войтюк, С. Любарский, С Маковка, И. Пастернак, А. Рочняк, К. Сошинский (неизменный секретарь) и др. В конце 1920-х годов руководство обществом захватили деятели «Сельроб-левицы» с С. Маковкой во главе, что дало властям повод ликвидировать в 1930 году «Ридну Хату».
Общество «Ридна хата» за 10 лет существования сделало немало для распространения и углубления украинского национального сознания. После распада Польши в 1939 году «Ридна хата» возобновила деятельность, а число её филиалов по сравнению с 1930 годом значительно увеличилось. Летом 1940 вместо «Ридной Хаты» появились Украинские Образовательные Общества (УОТ).